# Анна Фалькі
Анна Фалькі (італ. Anna Falchi, при народженні Анна Крістііна Паломакі, фін. Anna Kristiina Palomäki;  * 22 квітня 1972, Тампере, Фінляндія) — італійська акторка, модель, продюсерка і телеведуча.

## Біографія
Народилась в фінському місті Тампере. 
Її мати, фінка Кааріна Паломакі Сіско, а батько італієць Беніто Фалкі. В дитинстві родина Анни часто подорожувала між Італією та Фінляндією. Батько покинув родину, коли Анна була дитиною. Це було психологічною травмою для неї.
В кінці 80-х Анна пішла навчатися до модельної школи. 1989 року вона брала участь у конкурсі «Міс Італія» і виборола звання «Міс Кіно». Завдяки цій перемозі на неї звернув увагу Федеріко Фелліні. Він запропонував зйомки в рекламі одного з відомих римських банків.
Через кілька років вирішила зробити кар'єру акторки. Модельний бізнес не залишила, крім того, виступала на театральній сцені, працювала на телебаченні і продюсувала кінофільми.
Анна Фалкі знімалась для обкладинок багатьох журналів. В березні 2010 року з'явилась на обкладинці італійської версії журналу Maxim.

### Приватне життя
З 1994 до квітня 1996 зустрічалась з італійським співаком та шоуменом Росаріо Фіорелло.
З літа 1998 до липня 2000 тривав роман з італійським мотогонщиком Максом Б'яджі.
2005 року Анна Фалькі одружилась зі Стефано Рікуччі, підприємцем у сфері нерухомості.
2007 року скандально розірвала шлюб через правові проблеми чоловіка у фінансових махінаціях.
28 жовтня 2010 року від римського бізнесмена Денні Монтезі, з яким вони зустрічаються з 2008 року, народила доньку Аліссіа.

## Фільмографія

### Акторка
| Рік  | Назва                                | Оригінальна назва                      | Роль                |
| ---- | ------------------------------------ | -------------------------------------- | ------------------- |
| 1993 |                                      | Nel continente nero                    | Ірена               |
| 1993 | Дев'яності роки — Частина 2          | Anni 90 — Parte II                     | Лола Цикконе        |
| 1994 | Кільце дракона                       | Desideria e L'anello del Drago         | Принцеса Дезідерія  |
| 1994 |                                      | S.P.Q.R. 2000 e 1/2 anni fa            | Поппеї              |
| 1994 | Італійське диво                      | Miracolo italiano                      | Марія               |
| 1994 |                                      | C'è Kim Novak al telefono              | Кім Новак           |
| 1994 | Про смерть і кохання                 | Dellamorte Dellamore                   | Вона                |
| 1994 |                                      | L'affaire                              | Матільда / Анжеліна |
| 1995 | Сніжок                               | Palla di neve                          | Хелена              |
| 1995 | Целюлоїд                             | Celluloide                             | Марія Мічі          |
| 1996 |                                      | Giovani e belli                        | Зорілла             |
| 1997 | Спадкоємці                           | Les héritiers                          | Софі                |
| 1997 | Принцеса та жебрак                   | La principessa e il povero             | Принцеса Мірабелла  |
| 1998 |                                      | Paparazzi                              | Анна                |
| 1999 | Пірати                               | Caraibi                                | Лівія Корнеро       |
| 2000 |                                      | La casa delle beffe                    | Луіса               |
| 2001 | Таємний агент кохання                | Gli occhi dell'amore                   | Елена               |
| 2002 | Операція Розмарин                    | Operazione Rosmarino                   | Сільвія             |
| 2005 | На автовідповідачі немає повідомлень | Nessun messaggio in segreteria         | Соня                |
| 2007 |                                      | Piper                                  | Сабріна Мей         |
| 2008 | Футбольний тренер 2                  | L'allenatore nel pallone 2             | Джойя Дезідері      |
| 2008 | Літо біля моря                       | Un'estate al mare                      | Козима              |
| 2009 |                                      | Piper — La serie (TV Series)           | Сабріна             |
| 2009 |                                      | Ce n'è per tutti                       | Тележурналіст       |
| 2009 | Людина в чорному                     | L'uomo nero                            | Валерія Джордано    |
| 2011 |                                      | Roma nuda                              | Надя                |
| 2011 | «Блокбастер»                         | італ. Box Office 3D - Il film dei film |                     |

### Продюсер
- 2005 — Nessun messaggio in segreteria (виконавчий продюсер)
- 2009 — Ce n'è per tutti (виконавчий продюсер)
- 2005 — Due vite per caso
- 2010 — Amaro amore (асоційований продюсер)